# São João do Piauí (kommun)
São João do Piauí är en kommun i Brasilien.   Den ligger i delstaten Piauí, i den östra delen av landet, 1 000 km nordost om huvudstaden Brasília. Antalet invånare är 19 553.
Följande samhällen finns i São João do Piauí:
- São João do Piauí

Omgivningarna runt São João do Piauí är huvudsakligen savann. Runt São João do Piauí är det glesbefolkat, med 11 invånare per kvadratkilometer.